# Drapeaux d'Amérique du Sud

Les drapeaux des États d'Amérique du Sud.

Liste des drapeaux des États et dépendances d'Amérique du Sud et des Organisations internationales présentes.

## Organisations internationales

Drapeau de l'Organisation des États américains
Drapeau de la Communauté andine des Nations
Drapeau de la Communauté caribéenne
Drapeau du Mercosur
Drapeau de l'OPEC
Drapeau de l'Organisation internationale de la Francophonie
Drapeau de l'Union des nations sud-américaines
Drapeau de la Communauté des pays de langue portugaise

## Pays

Drapeau de l'Argentine Voir aussi: Liste des drapeaux de l'Argentine
Drapeau civil de la Bolivie
Drapeau d'État de la Bolivie
Drapeau du Brésil Voir aussi: Liste des drapeaux du Brésil
Drapeau du Chili Voir aussi: Liste des drapeaux du Chili
Drapeau de la Colombie Voir aussi: Liste des drapeaux de la Colombie
Drapeau de l'Équateur
Drapeau du Guyana
Drapeau du Paraguay (endroit)
Drapeau du Paraguay (envers)
Drapeau civil du Pérou
Drapeau d'État du Pérou
Drapeau du Suriname
Drapeau de l'Uruguay
Drapeau civil du Venezuela
Drapeau d'État du Venezuela

## Territoires

Drapeau d'Aruba (État du Royaume des Pays-Bas)
Drapeau de Bonaire (Commune à statut particulier du Royaume des Pays-Bas)
Drapeau de Curaçao (État du Royaume des Pays-Bas)
Drapeau des îles Malouines (Territoire britannique d'outre-mer)
Drapeau du Conseil général de Guyane (Département d'outre-mer de la France)
Drapeau de la Géorgie du Sud-et-les Îles Sandwich du Sud (Territoire britannique d'outre-mer)